# NGC 1490
NGC 1490 (другие обозначения — ESO 83-11, AM 0353-661, PGC 14040) — эллиптическая галактика (E1) в созвездии Сетка. Открыта Джоном Гершелем в 1834 году. Описание Дрейера: «довольно яркий, маленький, немного вытянутый объект, заметно более яркий в середине».
Галактика очень богата нейтральным водородом, сконцентрированным в межзвёздных облаках, предположительно, оставшихся после разрушения другой галактики приливными силами.
Этот объект входит в число перечисленных в оригинальной редакции «Нового общего каталога».